# Havbro
Havbro ist eine dänische Ortschaft mit 377 Einwohnern (Stand 1. Januar 2023) im westlichen Himmerland. Die Ortschaft ist seit der Kommunalreform 2007 Bestandteil der Vesthimmerlands Kommune in der Region Nordjylland. Zuvor war sie Bestandteil der Aars Kommune im Amt Nordjütland. 
Havbro liegt etwa sechs Kilometer westlich von Aars und etwa sieben Kilometer östlich von Farsø.